# Sami Ben Gharbia
Sami Ben Gharbia (arabe : سامي بن غربية), né en juin 1967 à Bizerte, est un cybermilitant et blogueur tunisien engagé en faveur de la liberté d'expression et des libertés fondamentales. Il est connu sous le pseudonyme de Fikra (« idée » en arabe).

## Biographie
Originaire de Bizerte, Sami Ben Gharbia milite contre le régime de Zine el-Abidine Ben Ali et se voit contraint à l'exil en 1998. Il ne peut rentrer en Tunisie qu'après la chute du régime à la suite de la révolution de 2011.
Dans un livre numérique intitulé Borj Erroumi XL, Ben Gharbia raconte sa fuite de la Tunisie et son exil aux Pays-Bas où il obtient l'asile politique.
Sami Ben Gharbia occupe le poste de directeur de plaidoyer à Global Voices et figure parmi les fondateurs de Nawaat, un blog collectif tunisien.
En novembre 2011, il est choisi par Foreign Policy pour figurer dans la liste des cent meilleurs penseurs globaux de l'année.
Il reçoit en 2012 le prix du Prince Claus avec dix autres personnes.